# 9196 Sukagawa
9196 Sukagawa (1992 WP5) là một tiểu hành tinh vành đai chính được phát hiện ngày 27 tháng 11 năm 1992 bởi T. Seki ở Geisei.